# 이하라 아쓰히토
이하라 아쓰히토(일본어: 庵原 篤人, 2001년 6월 13일~)는 일본의 축구 선수이다.

## 구단 경력
그는 2024년 J3리그의 FC 류큐에 입단했다.